# Arne Hülphers

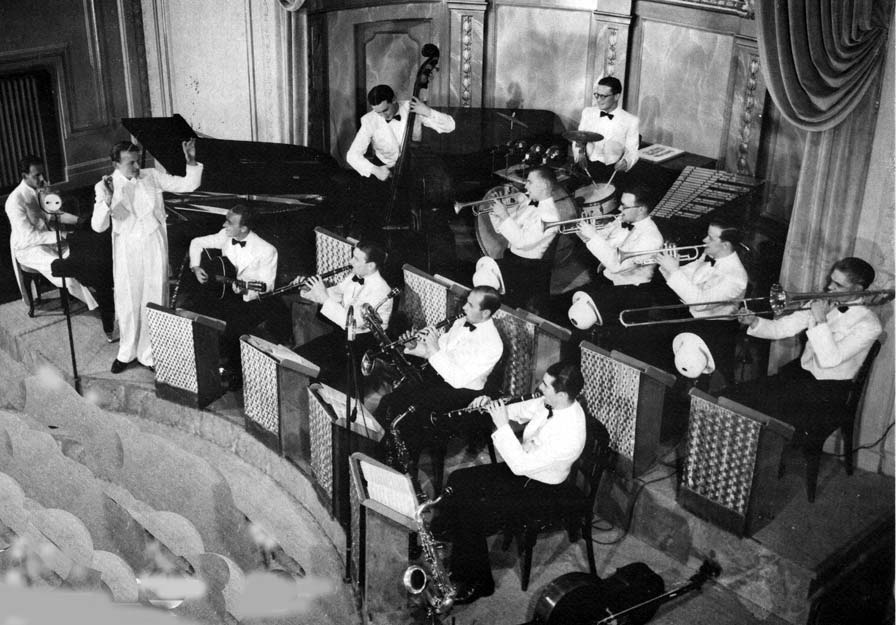
Arne Hülphers orkester på Fenix-Kronprinsen hösten 1934.

Arne Gunnar Valter Hülphers, född 4 april 1904 i Trollhättan, död 24 juli 1978 i Häradshammar, var en svensk musikdirektör, kapellmästare och pianist. Han var bror till Torsten Hülphers.

## Biografi
Hülphers var son till metodistpastorn Walter Hülphers och Anna af Uhr. Han växte upp och gick i skola i Åbo, Finland, dit familjen tidigt flyttat. Från 1924 studerade han vid Musikaliska akademien i Stockholm där han tog musikdirektörsexamen 1928. 
Han arbetade först som dans- och restaurangpianist men blev 1933 medlem av Håkan von Eichwalds Kaosorkester. Hösten 1933 och 1934 fick han uppdraget att ta över orkestern, som bytte namn till Fenixorkestern. Bland de medverkande i orkestern fanns Gösta Törner (trumpet), Erik Eriksson (saxofon) samt Miff Görling, och Julius Jacobsen (trombon). Orkestern var periodvis engagerad vid Fenix-Kronprinsen och i folkparkerna under åren 1934–1939. Under andra världskriget ledde han olika revy- och dansorkestrar. Orkestern spelade i Köpenhamn 1934 och 1936 och turnerade i Skandinavien. Från 1937 blev den mycket populär i Tyskland. Den upplöstes 1940, men Hülphers arbetade med andra orkestrar i Tyskland fram till 1942. Åren 1942–1944 ledde han även en orkester på Berns restaurang i Stockholm. 1948–1949 spelade han på Valand i Göteborg.
Bland berömda inspelningar med Hülphers som kapellmästare kan nämnas Black and tan fantasy 1937, Dinah 1937 och Hülphers stomp 1938.
Hülphers var 1934–1955 gift med Greta Wassberg och från 1956 med Zarah Leander, för vilken han även fungerade som ackompanjatör och dirigent. De åtföljdes på många turnéer och konserter i Sverige, Tyskland och Österrike.

## Filmografi

### Musik
- 1944 – Fattiga riddare

### Roller
- 1940 – Kyss henne!
- 1940 – Lillebror och jag
- 1952 – Snurren direkt

## Diskografi
- Hülphers stomp. Arne Hülphers orkester 1934-1938. LP. Odeon : 4E 054-34831 M. 1973.[4]
- Arne Hülphers orkester på Svensk underhållningsmusik, revyer och film 1900–1960
- Arne Hülphers orkester på Discogs